# José Mourinho
José Mário dos Santos Félix Mourinho (* 26. Januar 1963 in Setúbal) ist ein portugiesischer Fußballtrainer und ehemaliger -spieler. Er steht seit Juni 2024 beim türkischen Erstligisten Fenerbahce Istanbul unter Vertrag. 
In seiner bisherigen Karriere hat Mourinho in vier Ländern, namentlich Portugal, England, Italien und Spanien, alle bestehenden Vereinstitel, darunter acht Landesmeisterschaften, gewonnen. Außerdem ist er der einzige Trainer, dem sowohl das kleine als auch das große europäische Triple gelang. Er erreichte mit seinen Mannschaften sechs europäische Endspiele und gewann fünf.

## Werdegang

### Kindheit und aktive Zeit
José Mourinho ist der Sohn von Félix Mourinho und Maria Júlia Carrajola dos Santos und wurde in Setúbal, einer Vorstadt der Metropolregion Lissabon,  geboren. Sein Vater war Profifußballer, sodass Mourinho bereits als Kind von diesem Sport geprägt wurde und für die Jugendmannschaften von Belenenses Lissabon spielte. 1980 wechselte er in die damals zweitklassige Segunda Divisão zum Rio Ave FC und schaffte mit dem Klub im Folgejahr als Tabellenerster der Nordstaffel den Aufstieg in die Primeira Divisão. Während dieser Spielzeit hatte sein Vater den Trainerposten von Rio Ave übernommen. In seiner ersten Erstligasaison belegte er mit dem Aufsteiger einen respektablen fünften Platz. Schon in jungen Jahren unterstützte er seinen Vater, indem er Spiele von kommenden Gegnern beobachtete.
Im Jahr 1982 folgte Mourinho seinem Vater und kehrte zu Belenenses zurück, erkannte jedoch mit der Zeit selbst, dass ihm insbesondere die physische Komponente fehlte, um auf höchstem Niveau zu spielen. Daraufhin entschied Mourinho, selbst Fußballtrainer zu werden. Er absolvierte zunächst an der Technischen Universität Lissabon ein Studium der Sportwissenschaften, das er mit Auszeichnung abschloss. Im Anschluss an das Studium besuchte Mourinho Trainerlehrgänge in Großbritannien, um seinen Berufswunsch weiter zu verfolgen.

### Als Assistenztrainer

#### Portugal
Nachdem er kurzzeitig die Jugendmannschaft von Vitória Setúbal in seinem Heimatort trainiert hatte, nahm er 1990 den Posten als Co-Trainer von CF Estrela Amadora an, wo er unter Jesualdo Ferreira arbeitete. Nach zwei weiteren Jahren als Assistenztrainer bei AD Ovarense traf er im Jahre 1993 erstmals auf einen internationalen Toptrainer. Sir Bobby Robson, der gerade einem Engagement bei Sporting Lissabon zugesagt hatte, benötigte dort einen Co-Trainer, der sowohl Englisch als auch Portugiesisch sprach, und fand ihn in Mourinho. Zwischen den beiden entwickelte sich ein freundschaftliches Verhältnis, sodass Robson nach eineinhalb Jahren beim portugiesischen Hauptstadtklub auch bei seinem neuen Verein, dem FC Porto, auf Mourinho als Co-Trainer setzte. Dort konnte Mourinho mit zwei Meisterschaften, einem Pokalsieg und dem Gewinn von zwei portugiesischen Supercups seine ersten großen Erfolge als Assistent feiern.

#### FC Barcelona
Aufgrund seiner Erfolge beim FC Porto wechselte Robson im Sommer 1996 zum FC Barcelona nach Spanien. Mourinho folgte Robson und arbeitete weiter unter dem Briten. In dieser Zeit lernte Mourinho zudem Katalanisch. Obwohl das Duo mit Barça in der Spielzeit 1996/97 sowohl den spanischen Pokal als auch den Europapokal der Pokalsieger gewann, musste Robson den Trainerposten am Saisonende abgeben. Der Klub zeigte jedoch großes Interesse daran, Mourinho als Assistenztrainer zu halten und er arbeitete auch unter Robsons Nachfolger, Louis van Gaal. Dieser erkannte das Talent des Portugiesen und begann, ihn zu fördern. Er sorgte dafür, dass Mourinho Trainer der zweiten Mannschaft wurde, sodass er seinen eigenen Stil finden konnte. Auch überließ van Gaal ihm zeitweise die Kontrolle über die erste Mannschaft, beispielsweise bei der Copa Catalunya im Jahre 2000, die Mourinho als inoffizieller Chefcoach gewinnen konnte. Das Duo war überdies sehr erfolgreich, so gewann man in den drei gemeinsamen Jahren jeweils zweimal die Meisterschaft und den Pokal.

### Als Cheftrainer

#### Anfänge in Portugal
Im Sommer 2000 trat er seine erste Stelle als Cheftrainer an, als er zu Beginn der Spielzeit nach nur vier Wochen Nachfolger von Jupp Heynckes bei Benfica Lissabon wurde. Nach kurzer Zeit wurde in Person von Manuel Vilarinho ein neuer Vereinspräsident gewählt, der jedoch von Mourinho als Trainer nicht überzeugt war. Im Dezember 2000 stellte Mourinho in einem günstigen Moment, nach einem 3:0-Erfolg im Nachbarschaftsderby gegen Sporting, die Loyalitätsfrage. Er bat nur zwei Monate nach seiner Verpflichtung als Cheftrainer um eine Vertragsverlängerung, die der neue Präsident jedoch ablehnte, sodass Mourinho bereits am 5. Dezember 2000 nach lediglich neun Ligaspielen, darunter fünf Siege und zwei Niederlagen, mit seinem Team auf dem sechsten Platz stehend, zurücktrat. Später bereute Vilarinho zutiefst, dass er Mourinho hatte gehen lassen, indem er erklärte: „Könnte ich die Uhr zurückstellen, würde ich genau das Gegenteil tun: Ich würde seinen Vertrag verlängern.“
Kurze Zeit später, im Juli 2001, wurde União Leiria seine zweite Station als Cheftrainer. In der Hinrunde befand sich die Mannschaft im Kampf um den europäischen Wettbewerb. Nach Mourinhos letztem Spiel für den Verein, einem 1:1 gegen CD Santa Clara am 20. Januar 2002, war man seit acht Ligapartien ungeschlagen und stand auf dem vierten Platz. Seine Erfolge blieben indessen in Portugal nicht unbeachtet.
Im Januar 2002 wechselte er als Cheftrainer zum FC Porto, wo kurz zuvor Octávio Machado freigestellt worden war. Zwar hatte er bis dahin keinen Titel gewonnen, doch fiel auf, dass er noch kein Ligaheimspiel verloren hatte. Die erste Heimniederlage folgte jedoch umgehend im Februar 2002. Danach begann eine außergewöhnliche Rekordserie: Mourinho verlor neun Jahre lang kein einziges Ligaheimspiel mehr, ganz gleich, mit welchem Verein. Nachdem er die Saison 2001/02 mit Porto auf Rang 3 beendet hatte, versprach Mourinho für das kommende Jahr die Meisterschaft und hielt dieses Versprechen mit der Rekordpunktzahl von 86 Punkten auch ein. Darüber hinaus führte er seine Mannschaft im Jahr 2003 zum Gewinn des portugiesischen Pokals sowie zum Sieg im Finale des UEFA-Cups, wodurch er sich das kleine europäische Triple sicherte und erstmals international Aufmerksamkeit erregte. Die Krönung seiner noch jungen Trainerlaufbahn folgte in der Saison 2003/04, als er neben der Meisterschaft nach Siegen über namhafte Mannschaften wie Manchester United und Olympique Lyon durch einen Finalsieg gegen die AS Monaco die Champions League gewann. Durch diesen Erfolg galt der Wechsel zu einem europäischen Spitzenklub als sicher. Mourinho selbst liebäugelte mit einem Wechsel zum FC Liverpool.

#### FC Chelsea

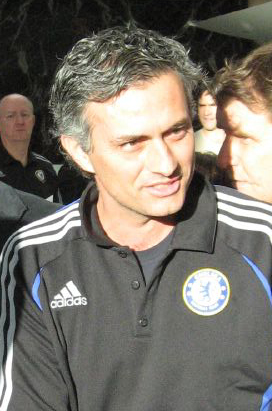
Mourinho während seines ersten Engagements als Trainer von Chelsea

Jedoch kam es im Sommer 2004 anders. Mourinho nahm das Angebot von Klubbesitzer Roman Abramowitsch an und wurde Trainer beim FC Chelsea. Er erklärte bei seiner ersten Pressekonferenz in London:

“Please don’t call me arrogant, but I’m European champion and I think I’m a special one.”

„Bitte nennen Sie mich nicht arrogant, aber ich bin Champions-League-Sieger und, ich denke, jemand Besonderes.“

Diese Äußerung erlangte Kultstatus und verhalf dem Portugiesen zu seinem, von britischen Boulevardmedien gern verwendeten, Spitznamen The Special One. Ungeachtet dessen führte Mourinho die Blues in der Saison 2004/05 mit einer neuen Rekordpunktzahl nach 50 Jahren erstmals wieder zur Meisterschaft und wiederholte diesen Erfolg in der folgenden Spielzeit. Darüber hinaus gewann er 2005 und 2007 den englischen Ligapokal sowie 2007 den FA Cup. Nach häufigen Meinungsverschiedenheiten mit Abramowitsch wurde sein Vertrag im September 2007 aufgelöst. Mit sechs Titeln in drei Jahren ging Mourinho als erfolgreichster Trainer in die Klubgeschichte ein. Sein Nachfolger wurde Avram Grant.

#### Inter Mailand

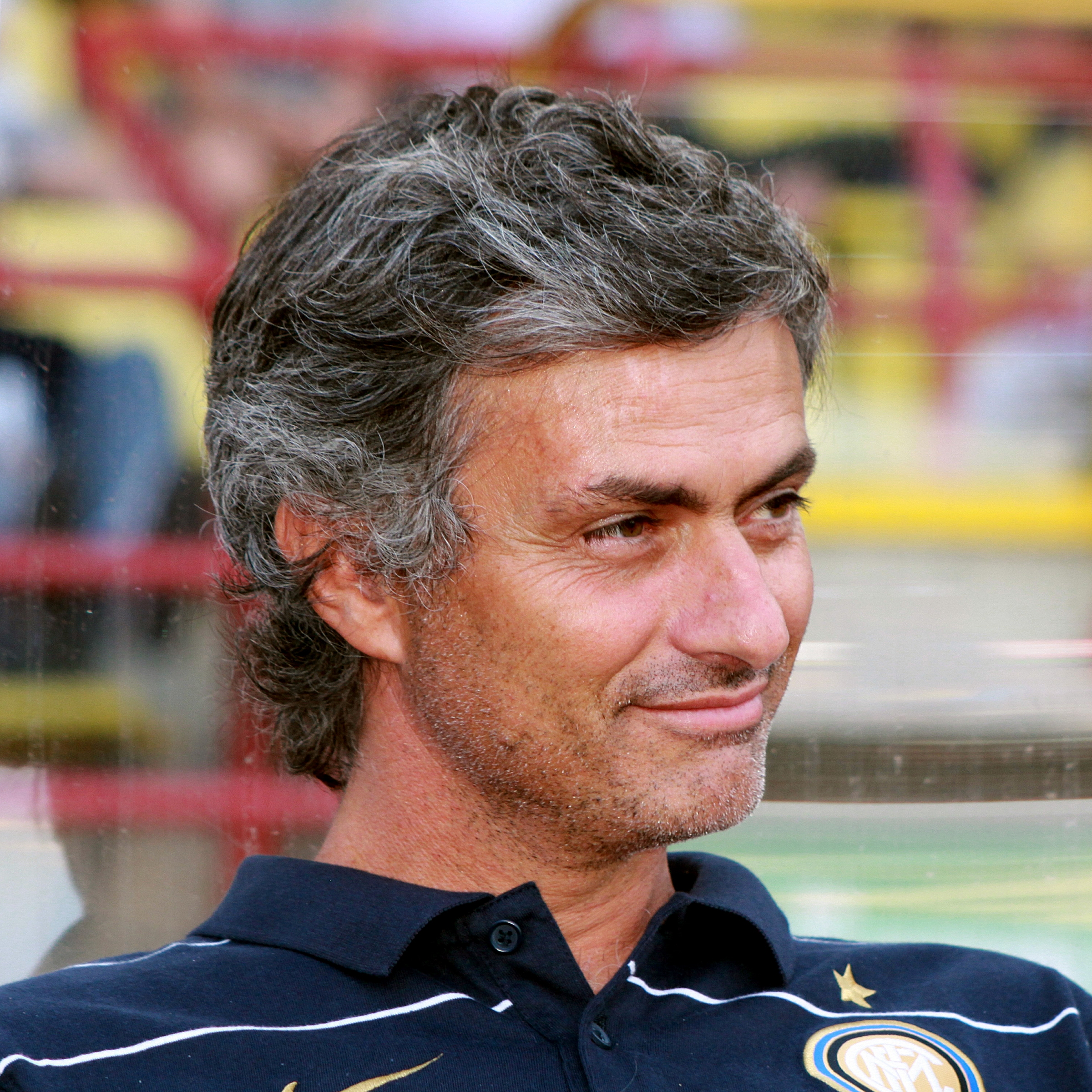
Mourinho in seiner Zeit bei Inter Mailand

Mit Beginn der Saison 2008/09 wurde Mourinho als Nachfolger von Roberto Mancini bei Inter Mailand vorgestellt, wo er einen Dreijahresvertrag unterschrieb.
Nach eigenen Angaben kam er in dieser Zeit auf 14 Millionen Euro Jahresverdienst. Außerdem sorgte er für Aufsehen, indem er in seiner ersten Pressekonferenz ausschließlich italienisch sprach, mit der Angabe, er habe es in drei Wochen gelernt.
Am vierten Spieltag der Serie A 2008/09 gewann Mourinho mit Inter Mailand gegen US Lecce. Dies war sein 100. Ligaheimspiel in Folge ohne Niederlage.
In seiner ersten Spielzeit in Italien gewann Mourinho umgehend die Meisterschaft, scheiterte in der Champions League jedoch bereits im Achtelfinale. Auch in der Saison 2009/10 war Mourinhos Mannschaft in der Liga das Maß aller Dinge und gewann darüber hinaus die Coppa Italia. In der Champions League zog Inter nach Siegen gegen den FC Chelsea, ZSKA Moskau und einem Sensationserfolg gegen den klar favorisierten FC Barcelona ins Finale gegen den FC Bayern München ein. Die Münchner – von Mourinhos ehemaligem Vorgesetzten und Förderer, Louis van Gaal, trainiert – unterlagen im Endspiel mit 0:2. Damit gewann Mourinho zum zweiten Mal die Champions League und erstmals das große europäische Triple.

#### Real Madrid

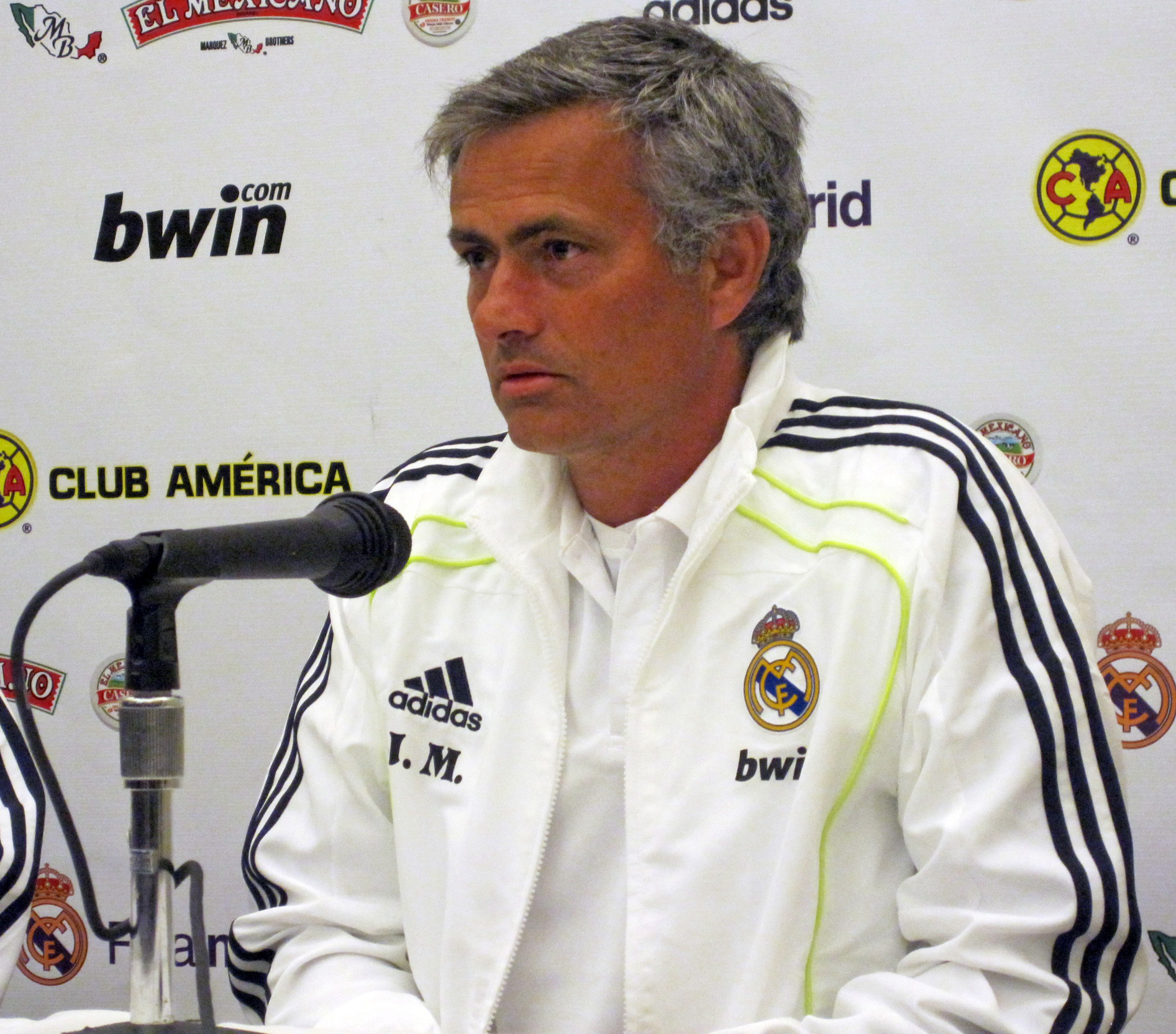
Mourinho bei Real Madrid

Im Anschluss an das Finale nickte Mourinho nach wochenlangen Spekulationen während eines Interviews in der Sendung ran – Sat.1 Fußball auf die Frage, ob er Inter Mailand verlassen und zur Saison 2010/11 bei Real Madrid arbeiten werde. Am 28. Mai 2010 bestätigten Real Madrid und Inter Mailand Mourinhos Wechsel zu den Königlichen. Die offizielle Präsentation als Trainer von Real Madrid erfolgte am 31. Mai. Durch sein Engagement in Madrid wurde Mourinho laut der französischen Fachzeitschrift France Football der bestbezahlte Fußballtrainer der Welt.
In seinem ersten Clásico als Trainer von Real Madrid musste er am 29. November 2010 durch ein 0:5 im Camp Nou die bis dato höchste Niederlage seiner Trainerlaufbahn hinnehmen.
Am 2. April 2011 verlor Real Madrid zu Hause mit 0:1 gegen Sporting Gijón. Damit endete Mourinhos Serie von 150 Ligaheimspielen ohne Niederlage.
In seinem ersten Jahr in Madrid gelang den Königlichen unter Mourinhos Führung nach acht Jahren erstmals wieder der Einzug in das Halbfinale der UEFA Champions League. Darüber hinaus führte der Portugiese den Verein im Pokalfinale gegen den FC Barcelona zum ersten Triumph in der Copa del Rey seit 18 Jahren. In der Meisterschaft belegte die Mannschaft den zweiten Rang. Vereinsintern war Mourinhos erste Spielzeit in Spanien durch Meinungsverschiedenheiten mit Generaldirektor Jorge Valdano geprägt. Am 25. Mai 2011 gab Real Madrid die Auflösung von Valdanos Vertrag bekannt. Damit übernahm Mourinho die alleinige Führung im sportlichen Bereich und vergrößerte seinen Einfluss bei Real Madrid.
In der Spielzeit 2011/12 führte Mourinho Real Madrid daraufhin nach drei Jahren erstmals wieder zur spanischen Meisterschaft und brach im Saisonverlauf zahlreiche Liga- und Vereinsrekorde sowie persönliche Bestmarken. Seine Mannschaft schoss mehr Tore und sammelte mehr Punkte innerhalb einer Spielzeit als jeder andere Verein in der Geschichte der Primera División. Ferner feierte Mourinho schneller als jeder andere Trainer zuvor nach 62 Spielen in der spanischen Liga seinen 50. Sieg. Dabei verbesserte er seinen persönlichen, einst mit dem FC Porto aufgestellten Bestwert von zehn Siegen in Serie. Überdies brach Mourinho den Ligarekord für die meisten Auswärtssiege in Folge. Am Saisonende verlängerte er seinen ursprünglich bis 2014 laufenden Vertrag vorzeitig um zwei Jahre bis Juni 2016.
Zu Beginn der Saison 2012/13 gewann Mourinho mit Real Madrid das Finale der Supercopa de España gegen den FC Barcelona und komplettierte damit nach seinen Erfolgen in Portugal, England und Italien auch in Spanien seine nationale Trophäensammlung. In der Champions League schied Real Madrid zum dritten Mal in Folge im Halbfinale aus. In der Liga belegte die Mannschaft hinter dem Erzrivalen FC Barcelona den zweiten Platz. In der Copa del Rey zog Real Madrid erneut ins Finale ein, verlor dieses jedoch gegen den Stadtrivalen Atlético Madrid. Im Verlauf der Saison hatte Mourinho überraschend die Klublegende Iker Casillas zur Nummer zwei im Tor degradiert und zunächst durch Antonio Adán, später durch Diego López ersetzt. Dies führte zu Konfrontationen mit Spielern, Fans und Medien. Vor dem vorletzten Spieltag verkündete Klub-Präsident Florentino Pérez die einvernehmliche Auflösung des Vertrages mit Mourinho zum Saisonende.

#### Rückkehr zum FC Chelsea
Zur Saison 2013/14 wurde Mourinho zum zweiten Mal Trainer des FC Chelsea. Als Nachfolger von Rafael Benítez unterschrieb er einen bis zum 30. Juni 2017 gültigen Vierjahresvertrag. Der UEFA Super Cup wurde im Elfmeterschießen mit 4:5 gegen den FC Bayern München verloren. Für Mourinho war es nach dem 2003 mit Porto verlorenen Spiel die zweite Teilnahme an diesem Wettbewerb – nach seinen beiden Champions-League-Siegen hatte er den jeweiligen Verein verlassen. In der Champions League schied Mourinho mit Chelsea gegen Atlético Madrid – wie in den drei Jahren zuvor mit Real Madrid – im Halbfinale aus. In der Liga stellte er mit Chelsea die beste Abwehr der Saison und belegte am Ende den dritten Platz. In der Saison 2014/15 führte Mourinho den Verein souverän zum Gewinn der Meisterschaft. Zudem gewann er durch einen 2:0-Finalsieg gegen Tottenham Hotspur den League Cup.
Nachdem Mourinho seinen Vertrag vor Saisonbeginn um zwei weitere Jahre bis Juni 2019 verlängert hatte, blieben die Ergebnisse des FC Chelsea in der Spielzeit 2015/16 deutlich hinter den Erwartungen zurück. Zwar gelang in der Gruppenphase der Champions League trotz einer beschwerlichen Runde sogar als Gruppensieger die Qualifikation für die K.-o.-Runde, jedoch stürzte der amtierende Meister in der Liga in die Abstiegsregion; für Mourinho persönlich war es die erste ernsthaft schlecht verlaufende Saison seiner Karriere. Aufgrund seiner großen Beliebtheit bei den Fans hielt der Verein noch einige Monate an ihm fest. Nach neun Niederlagen in 16 Spielen mit lediglich 15 Punkten auf dem 16. Tabellenplatz liegend, einen Zähler vor einem Abstiegsplatz, trennten sich Mourinho und der FC Chelsea schließlich einvernehmlich am 17. Dezember 2015. Mourinho widersprach jedoch der Darstellung, die Trennung sei in gegenseitigem Einvernehmen erfolgt.

#### Manchester United
Zur Saison 2016/17 übernahm Mourinho das Premier-League-Team von Manchester United vom entlassenen Louis van Gaal. Er erhielt einen bis zum 30. Juni 2019 datierten Dreijahresvertrag mit einer Option auf eine weitere Spielzeit. In seiner ersten Saison gewann er mit Manchester United den nationalen Supercup, den Ligapokal und nach einem 2:0-Finalsieg gegen Ajax Amsterdam die UEFA Europa League. Die Liga schloss der Verein auf dem sechsten Tabellenplatz ab. Durch den Europa-League-Sieg gelang dennoch die Qualifikation für die UEFA Champions League. Die Saison 2017/18 schloss Manchester United mit 19 Punkten Rückstand auf Manchester City als Vizemeister ab. In der Champions League schied die Mannschaft im Achtelfinale gegen den FC Sevilla aus. Im FA Cup verlor Manchester United im Finale gegen den FC Chelsea.
Am 18. Dezember 2018 trennte sich der Verein von Mourinho. Zu diesem Zeitpunkt stand man nach 17 Spieltagen der Saison 2018/19 mit 26 Punkten auf dem sechsten Tabellenplatz, was den schlechtesten Saisonstart seit 28 Jahren darstellte. In der Champions League hatte sich Manchester United hinter Juventus Turin für die K.-o.-Phase qualifiziert. Während seiner Zeit bei Manchester war wiederholt Mourinhos schlechtes Verhältnis zur Mannschaft und zur Vereinsführung öffentlich geworden.

#### Tottenham Hotspur
Am 20. November 2019 wurde Mourinho als Nachfolger von Mauricio Pochettino Cheftrainer bei Tottenham Hotspur. Er unterschrieb beim Vorjahresfinalisten der Champions League einen Vertrag bis Juni 2023. Die Spurs standen bei Mourinhos Amtsantritt nach dem 12. Spieltag der Saison 2019/20 mit 14 Punkten auf dem 14. Platz. Er führte sein Team noch auf Platz 6 und sicherte so die Europa-League-Qualifikation für die nächste Saison. In der Champions League schied man im Achtelfinale gegen RB Leipzig aus, und im FA-Cup ebenfalls im Achtelfinale gegen den späteren Absteiger Norwich City. Nach ausbleibenden sportlichen Erfolgen in der Folgesaison, unter anderem dem Ausscheiden im Europa-League-Achtelfinale und Platz 7 in der Liga, wurde Mourinho am 19. April 2021 wenige Tage vor dem Endspiel des Ligapokals entlassen.

#### AS Rom
Zur Saison 2021/22 kehrte Mourinho nach 11 Jahren in die Serie A zurück und übernahm die AS Rom als Nachfolger von Paulo Fonseca. Er unterschrieb einen bis zum 30. Juni 2024 laufenden Vertrag. In der italienischen Liga beendeten die Römer ihre Spielzeit auf dem sechsten Tabellenplatz. In der neu eingeführten UEFA Europa Conference League führte Mourinho den Klub infolge eines 1:0-Finalsieges gegen Feyenoord Rotterdam nach 61 Jahren wieder zu einem europäischen Titel. In der Saison 2022/23 erreichten die Römer erneut den sechsten Tabellenplatz sowie das Finale der UEFA Europa League, das jedoch im Elfmeterschießen gegen den FC Sevilla verloren wurde. Für Mourinho war dies nach fünf gewonnenen europäischen Endspielen die erste Finalniederlage. Am 16. Januar 2024 verkündete der Verein nach drei Niederlagen in fünf Spielen, dass das Arbeitsverhältnis von Mourinho mit sofortiger Wirkung beendet wurde.

#### Fenerbahce Istanbul
Am 1. Juni 2024 wurde bekannt, dass Mourinho neuer Trainer beim türkischen Meisterschaftszweiten Fenerbahce Istanbul wird. Der Club veröffentlichte ein Video bei X, in dem Mourinho die Fans begrüßt.

## Öffentliches Auftreten

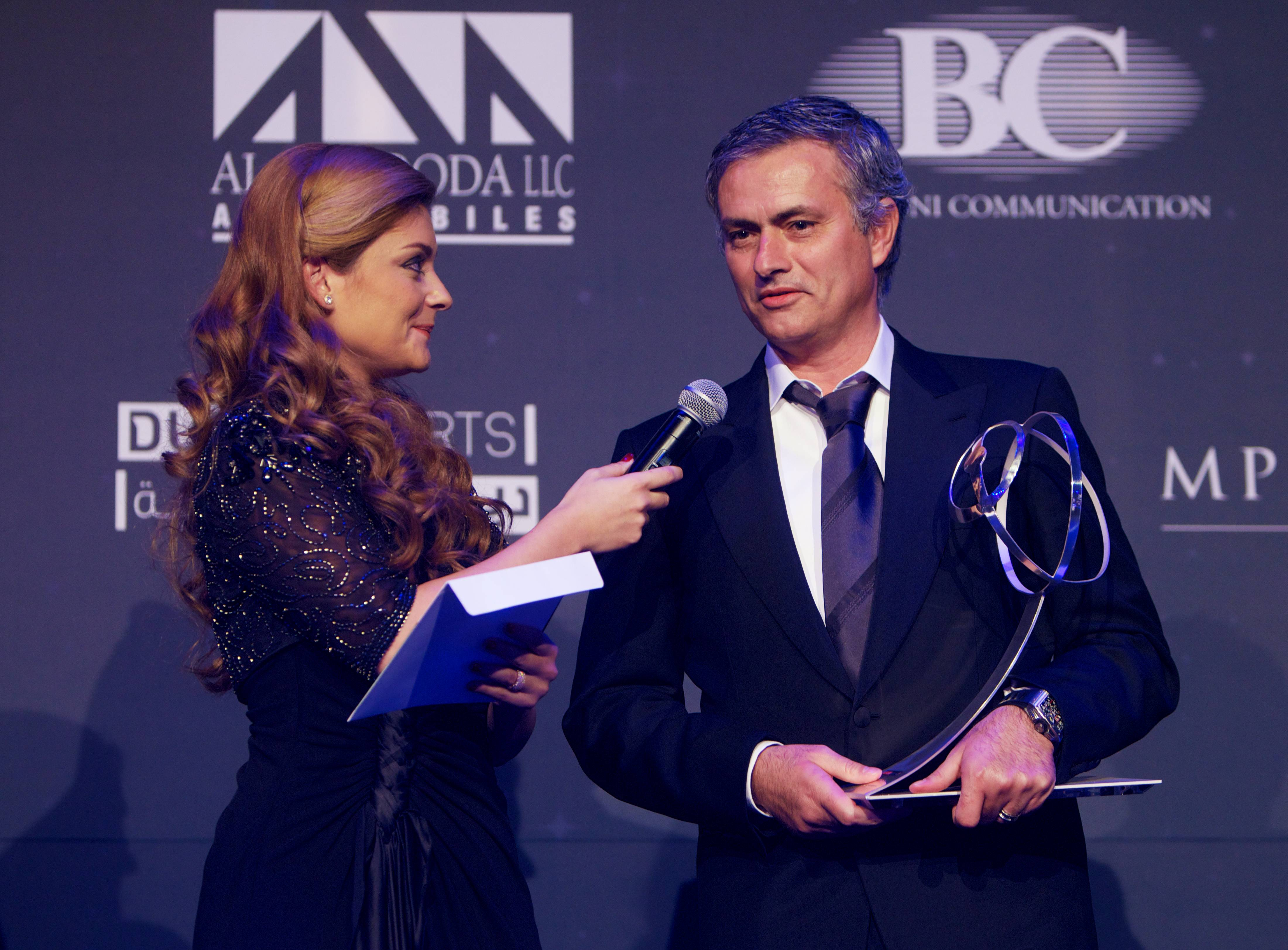
Mourinho bei den Globe Soccer Awards 2012

Mourinho gilt als einer der kontroversesten Trainer im aktuellen Fußball. Grund dafür sind häufig massive Kritik an Schiedsrichtern und Offiziellen sowie teilweise grenzwertiges Verhalten gegenüber anderen Spielern und Trainern. Nicht selten wird er dabei von Verbänden empfindlich bestraft.
Bereits in seiner Zeit beim FC Porto sorgte Mourinho für Aufsehen. Nach einem 1:1 gegen seinen früheren Arbeitgeber Sporting Lissabon tauschten der Porto-Torwart Vítor Baía und der Sporting-Spieler Rui Jorge die Trikots. Daraufhin riss Mourinho seinem Torhüter das Trikot aus der Hand und zerriss es. Im März desselben Jahres kritisierte er den Trainer von Celtic Glasgow, Martin O’Neill, harsch für die unattraktive und destruktive Spielweise seiner Mannschaft.
Für negative Schlagzeilen sorgte Mourinho im März 2005, als er öffentlich Bestechungsvorwürfe gegenüber dem FIFA-Schiedsrichter Anders Frisk äußerte. Mourinho zufolge war es in der Halbzeitpause des Champions-League-Achtelfinalhinspiels zwischen dem FC Chelsea und dem FC Barcelona zu einer Unterredung zwischen Barça-Trainer Frank Rijkaard und Frisk gekommen, was einen Verstoß gegen die FIFA-Regularien darstellt. Er führte an, dieses Gespräch habe zu der Roten Karte gegen Chelseas Didier Drogba in der zweiten Halbzeit geführt. Frisk gestand den Kontakt zu Rijkaard ein, erklärte jedoch, diesen umgehend abgewiesen zu haben. Dennoch erreichten den schwedischen Unparteiischen nach der Partie zahlreiche Drohungen, sodass er sich gezwungen sah, sein Karriereende bekannt zu geben. Mourinho wurde eine Spielsperre für die nächsten beiden Champions-League-Spiele auferlegt und im Zuge dessen vom UEFA-Schiedsrichterbeauftragten Volker Roth als „Feind des Fußballs“ bezeichnet. Nach Berichten des Spiegels umging Mourinho das gegen ihn verhängte Stadionverbot im Viertelfinalhinspiel gegen den FC Bayern München, indem er mittels Zetteln auszuführende Auswechslungen an den Co-Trainer weitergab. Jahre später gab er zu, dass er bereits Stunden vor Spielbeginn die Heimkabine der Stamford Bridge aufgesucht, dann von dort das Spiel verfolgt und im Anschluss mit Hilfe des Zeugwarts in einem Wäschekorb die Arena verlassen hatte.
Des Weiteren wurden Mourinho und der FC Chelsea vom englischen Fußballverband zur Zahlung hoher Geldstrafen verurteilt, weil sie nach den Statuten des Verbandes unerlaubte Abwerbegespräche mit dem Spieler Ashley Cole vom FC Arsenal geführt hatten. Im Zuge dieser Affäre bezeichnete Mourinho den Cheftrainer des FC Arsenal, Arsène Wenger, als „Voyeur“. Später entschuldigte er sich für diesen Kommentar.
Im August 2009 stand Mourinho erneut in der Kritik, nachdem er angemerkt hatte, dass dem Inter-Spieler Sulley Muntari der Fastenmonat Ramadan in Bezug auf seine Physis nicht gut bekomme. Er sagte, der Ramadan liege in einer für Fußballer ungünstigen Zeit, und riet Muntari vom weiteren Fasten ab. Dies sorgte für scharfe Kritik von Seiten der muslimischen Gemeinde.
In Italien fiel der Portugiese häufiger durch Streitigkeiten mit der Presse und anderen Trainern auf. So warf er italienischen Medien „intellektuelle Prostitution“ vor, weil diese in seinen Augen nicht objektiv berichteten. Außerdem sagte er Carlo Ancelotti von der AC Mailand und Luciano Spalletti von der AS Rom im März 2009 voraus, sie würden in dieser Saison keine Titel gewinnen. Diese Phrase, „zero titoli“ (dt.: keine Titel), wurde zum geflügelten Wort in ganz Italien, da Mourinho sie seiner portugiesischen Muttersprache entsprechend zeru tituli aussprach. Später skandierten die Anhänger von Inter Mailand die Parole nach dem Gewinn der Meisterschaft und der Ausrüster Nike druckte den Spruch auf die Sieger-Trikots für die Feierlichkeiten. Am 22. Februar 2010 kritisierte er die Schiedsrichterleistung in der Partie zwischen Inter und Sampdoria Genua mit einer Handschellen-Geste, nachdem in der ersten Halbzeit zwei Nerazzurri vom Platz gestellt worden waren. Daraufhin wurde er vom italienischen Verband für drei Spiele gesperrt.
Von der UEFA erhielt Mourinho im Dezember 2010 eine Spielsperre und eine Geldstrafe von 30.000 Euro, nachdem er die Spieler Xabi Alonso und Sergio Ramos angewiesen hatte, sich in der Schlussphase des Champions-League-Gruppenspiels gegen Ajax Amsterdam wegen Zeitspiels zum zweiten Mal verwarnen und vom Platz stellen zu lassen, um die damit verbundene Sperre im letzten und unbedeutenden Vorrundenspiel bei AJ Auxerre abzusitzen.
Als Trainer von Real Madrid sorgte Mourinho nach der 0:2-Niederlage im Halbfinalhinspiel der UEFA Champions League 2010/11 gegen den FC Barcelona für einen Skandal, indem er von einer Verschwörung sprach, an welcher der Gegner, die UEFA, die Schiedsrichter und das Kinderhilfswerk UNICEF (Trikotsponsor des FC Barcelona) beteiligt seien. Insbesondere dem Schiedsrichter Wolfgang Stark unterstellte er Parteinahme zugunsten des FC Barcelona. Daraufhin wurde Mourinho von der UEFA mit einer Sperre über fünf Spiele und einer Geldstrafe in Höhe von 50.000 Euro belegt. Nach einer weiteren Anhörung wurde die Sperre auf drei Spiele reduziert.
Am 17. August 2011 kam es zu einem weiteren Zwischenfall. Im Finale des spanischen Supercups gegen den FC Barcelona kam es kurz vor Spielende zu tumultartigen Szenen. Nachdem Marcelo nach einem Foul an Cesc Fàbregas unmittelbar vor den Technischen Zonen des Feldes verwiesen wurde, gingen mehrere Spieler beider Mannschaften aufeinander los. Mourinho griff ebenfalls in den Disput ein, schlich sich an Barcelonas Assistenztrainer Tito Vilanova heran und versuchte, diesen am Ohr zu ziehen. Weil Vilanova dabei seinen Kopf abwandte, drückte ihm Mourinho unabsichtlich einen Finger ins Auge. Daraufhin revanchierte sich Vilanova, indem er Mourinho, der sich bereits wieder abgewandt hatte, von hinten kräftig schubste. Nach dem Spiel erklärte Mourinho, er habe vor Pito Vilanova nichts zu verbergen. Pito ist ein spanischer Slang-Begriff und bedeutet Penis. Vom Verband wurde er für zwei Spiele im Supercup gesperrt. Im Juli 2012 wurde die Sperre wieder aufgehoben.
Im Januar 2012 lauerte Mourinho nach dem Pokalaus gegen den FC Barcelona dem Schiedsrichter in der Tiefgarage des Stadions auf und sagte zu ihm: „Du bist ja ein Künstler, dir gefällt es wohl, die zu verarschen, die ihre Arbeit machen.“
Der englische Verband FA verurteilte Mourinho im Mai 2014 zu einer Geldstrafe von 10.000 Pfund wegen ungebührlichem Verhaltens gegenüber dem Schiedsrichter Mike Dean und zu einer Strafe von 8000 Pfund für seine Kritik an dem Schiedsrichter Chris Foy, beides erfolgt nach Niederlagen des FC Chelsea.
Zu einer Geldstrafe von 25.000 Pfund (etwa 33.500 Euro) wurde Mourinho im Januar 2015 vom englischen Verband FA verurteilt, da er die Premier-League-Schiedsrichter nach einem Unentschieden gegen den FC Southampton im Dezember 2014 bezichtigte, eine „Kampagne“ gegen den FC Chelsea gestartet zu haben.
Nach der Niederlage am 3. Oktober 2015 gegen den FC Southampton unterstellte Mourinho dem Schiedsrichter Robert Madley, aus Angst keine Elfmeter gegeben zu haben. Zudem hätten die Schiedsrichter „Angst, Entscheidungen für Chelsea zu geben“. Dafür erhielt er eine Geldstrafe von etwa 67.500 Euro und ein Spiel Sperre auf Bewährung.
Eine weitere Geldstrafe von etwa 56.000 Euro und eine Sperre von einem Spiel sprach der Verband im Oktober 2015 aus, nach dem Mourinho zur Halbzeit der Auswärtspartie gegen West Ham United ausfällig gegenüber dem Schiedsrichter Jon Moss wurde und die zweite Halbzeit auf der Tribüne verbringen musste.
Auch als Trainer von Manchester United musste er Spiele von der Tribüne verfolgen, da er den Schiedsrichter Mark Clattenburg beim Spiel gegen den FC Burnley zur Halbzeit im Spielertunnel wegen eines nicht gegebenen Elfmeters beleidigte, woraufhin er die zweite Halbzeit von der Tribüne verfolgte. Zusätzlich erhielt er ein weiteres Spiel Sperre. Außerdem musste er eine Strafe von ca. 55.000 Euro zahlen, da er sich im Vorfeld eines Spiels zum Schiedsrichter geäußert hatte, was in England verboten ist.

## Privatleben
Mourinho ist verheiratet und hat zwei Kinder. Er ist katholisch geprägt und spricht fließend Portugiesisch, Spanisch, Englisch, Italienisch, Französisch sowie Katalanisch. Dank der Prominenz, die er durch seine Erfolge und seine extravaganten Auftritte in Pressekonferenzen erlangt hat, konnte er zahlreiche Werbeverträge abschließen, unter anderem mit Samsung, Adidas, American Express und Braun. Mourinho ist seit dem 23. März 2009 Ehrendoktor der Technischen Universität Lissabon.
Nach eigener Aussage war Mourinho privat nie Anhänger eines der drei großen Klubs seines Heimatlandes, sondern drückt bis heute seinem Heimatverein Vitória Setúbal die Daumen.
Im Februar 2019 wurde Mourinho wegen Steuerhinterziehung verurteilt. Er erhielt eine Strafe von einem Jahr Gefängnis, die zur Bewährung ausgesetzt wurde, und eine Geldstrafe von knapp zwei Millionen Euro.
Im selben Monat gab der russische Sender Russia Today bekannt, dass Mourinho bei Zusammenfassungen der UEFA Champions League als Experte zu sehen sein werde. Weiterhin wurde berichtet, dass er auch als TV-Experte für den katarischen Sender beIN Sports tätig sein werde, wo er pro Spiel bis zu 67.000 Euro erhalten soll.

## Titel als Trainer

### Vereine
International
- Champions-League-Sieger (2): 2004 (FC Porto), 2010 (Inter Mailand)
- UEFA-Cup- bzw. Europa-League-Sieger (2): 2003 (FC Porto), 2017 (Manchester United)
- Conference-League-Sieger: 2022 (AS Rom)

Portugal
(alle FC Porto)
- Meister (2): 2003, 2004
- Pokalsieger: 2003
- Supercupsieger: 2003

England
- Meister (3): 2005, 2006, 2015 (alle FC Chelsea)
- Pokalsieger: 2007 (FC Chelsea)
- Ligapokalsieger (4): 2005, 2007, 2015 (alle FC Chelsea), 2017 (Manchester United)
- Supercupsieger (2): 2005 (FC Chelsea), 2016 (Manchester United)

Italien
(alle Inter Mailand)
- Meister (2): 2009, 2010
- Pokalsieger: 2010
- Supercupsieger: 2008

Spanien
(alle Real Madrid)
- Meister: 2012
- Pokalsieger: 2011
- Supercupsieger: 2012

### Sonstiges
- 150 Ligaheimspiele in Serie ohne Niederlage (38 mit dem FC Porto, 60 mit dem FC Chelsea, 38 mit Inter Mailand und 14 mit Real Madrid; 23. Februar 2002 – 2. April 2011)
- Er ist neben Giovanni Trapattoni und Udo Lattek einer von drei Trainern, die drei unterschiedliche UEFA-Europapokalwettbewerbe gewannen.[70]

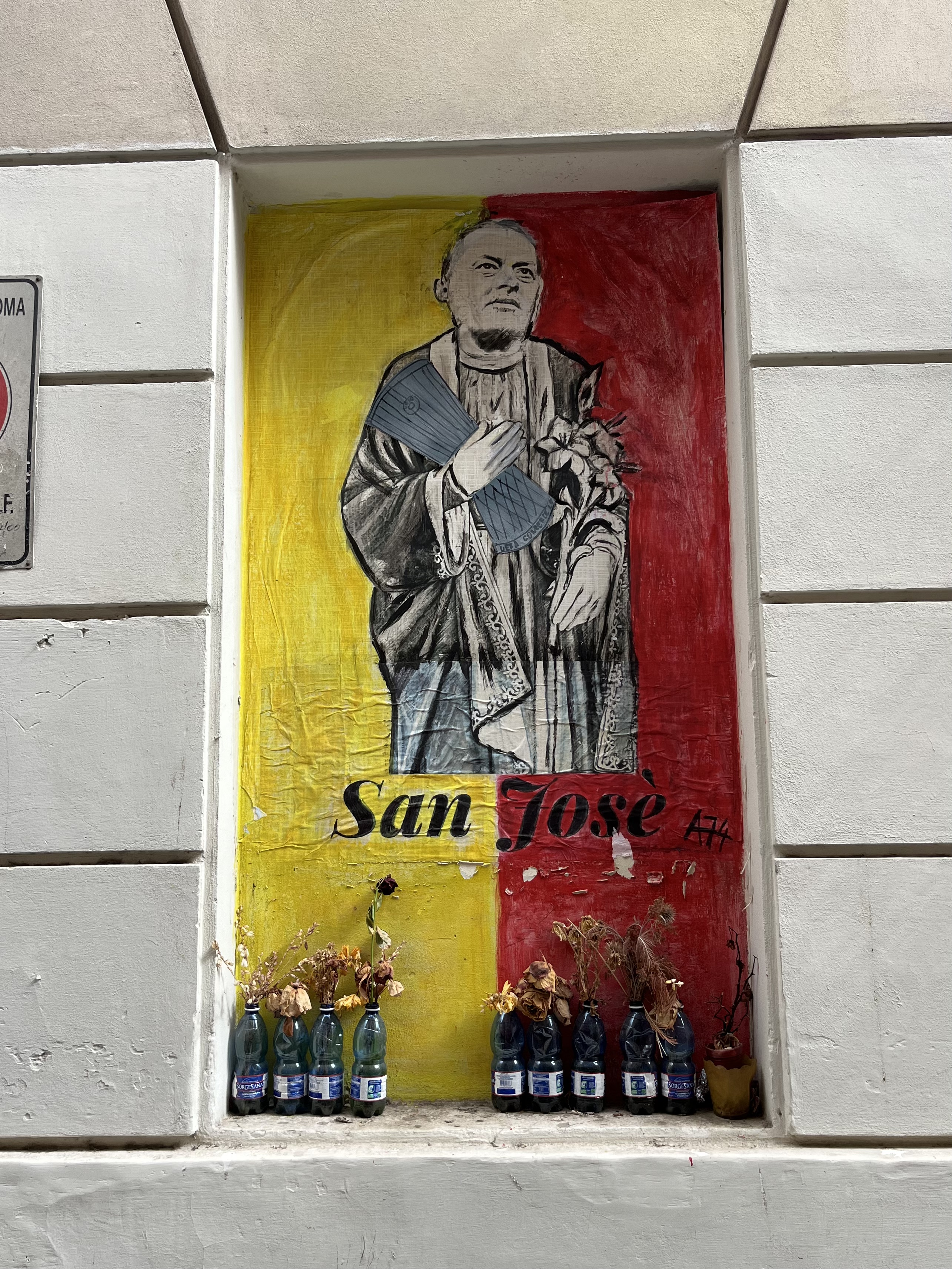
Ein Graffito zu Ehren Jose Mourinhos mit dem Conference League Pokal, den er 2022 mit der AS Roma gewann

- Ein Graffito zu Ehren Jose Mourinhos mit dem Conference League Pokal, den er 2022 mit der AS Roma gewannEr ist der einzige Trainer, der die Champions League, den UEFA-Cup bzw. die Europa League und die Europa Conference League gewann.
- Er ist neben Jock Stein, Ștefan Kovács, Guus Hiddink, Alex Ferguson, Pep Guardiola, Jupp Heynckes, Luis Enrique und Hansi Flick einer von neun Trainern, die das große europäische Triple im Herren-Fußball gewannen.[71]
- Er ist der einzige Trainer, der das große (2010, mit Inter Mailand) und das kleine (2003, mit dem FC Porto) europäische Triple im Herren-Fußball gewann.
- Er ist neben Ernst Happel, Ottmar Hitzfeld, Jupp Heynckes, Carlo Ancelotti, Pep Guardiola und Luis Enrique einer von sieben Trainern, der die UEFA Champions League bzw. den Europapokal der Landesmeister mit zwei verschiedenen Vereinen gewann.
- Er ist neben Tomislav Ivić, Béla Guttmann, Ernst Happel, Giovanni Trapattoni und Carlo Ancelotti einer von sechs Trainern, die in mindestens vier verschiedenen Ländern eine Meisterschaft gewannen.[72]
- Er ist neben Carlo Ancelotti der einzige Trainer, der in England, Italien und Spanien Meister und Pokal- bzw. Supercupsieger wurde.[72]
- Er hat drei Einträge im Guinness-Buch der Rekorde: Premier-League-Trainer mit den wenigsten Gegentoren (15, FC Chelsea in 2004/05); längste Heimserie eines Premier-League-Trainers ohne Niederlage (77 Spiele); jüngster Trainer mit 100 Spielen in der UEFA Champions League (49 Jahre, 12 Tage).[73] Den Rekord „Premier-League-Trainer mit den meisten Punkten (95, FC Chelsea in 2004/05)“ verlor Mourinho 2018, als Guardiola mit Manchester City 100 Saisonpunkte erreichte.

## Persönliche Auszeichnungen

### Sportlich
- UEFA-Trainer des Jahres: 2003, 2004
- UEFA Team of the Year: 2003, 2004, 2005, 2010
- Trainer des Jahres laut World Soccer: 2004, 2005, 2010
- Welt-Klubtrainer laut IFFHS: 2004, 2005, 2010, 2012
- Premier League Manager of the Season: 2005, 2006, 2015
- BBC Sports Personality of the Year Coach Award: 2005
- Coach of the Year laut Onze Mondial: 2005
- Trainer des Jahres in Italien: 2009, 2010
- Weltsportler des Jahres (La Gazzetta dello Sport): 2010
- FIFA-Welttrainer des Jahres: 2010 (Nominierung: 2011–2014)
- Miguel-Muñoz-Trophäe: 2011, 2012
- Portugals Trainer des 21. Jahrhunderts: 2015
- Trainer des Monats der Serie A: August 2022

### Gesellschaftlich
- Ehrendoktorwürde der Technischen Universität Lissabon[64][65]
- Großoffizier des Ordens des Infanten Dom Henrique: 2005